# جکسون‌ویل (ایندیانا)
جکسون‌ویل (به انگلیسی: Jacksonville) یک منطقهٔ مسکونی در ایالات متحده آمریکا است که در Jefferson Township واقع شده‌است. جکسون‌ویل ۲۶۳ متر بالاتر از سطح دریا واقع شده‌است.